# Christophe Laporte
Christophe Laporte (La Seyne-sur-Mer, 11 dicembre 1992) è un ciclista su strada francese che corre per il Team Visma-Lease a Bike. Professionista dal 2014, ha vinto una tappa al Tour de France 2022, la Gand-Wevelgem e la Dwars door Vlaanderen nel 2023, nonché la prova in linea dei campionati Europei Elite nello stesso anno.

## Palmarès
- 2015 (Cofidis, una vittoria)

Tour de Vendée
- 2017 (Cofidis, una vittoria)

Tour de Vendée
- 2018 (Cofidis, sei vittorie)

2ª tappa Étoile de Bessèges (Nîmes > Générac)
1ª tappa Tour La Provence (Aubagne > Istres)
3ª tappa Tour La Provence (Aix-en-Provence > Marsiglia)
Tro-Bro Léon
3ª tappa Giro del Belgio (Bornem > Bornem, cronometro)
1ª tappa Tour de Luxembourg (Lussemburgo > Hesperange)
- 2019 (Cofidis, nove vittorie)

2ª tappa Étoile de Bessèges (Saint-Geniès-de-Malgoirès > La Calmette)
4ª tappa Étoile de Bessèges (Alès, cronometro)
Classifica generale Étoile de Bessèges
Prologo Giro del Lussemburgo (Lussemburgo, cronometro)
1ª tappa Giro del Lussemburgo (Lussemburgo > Hautcharage)
1ª tappa Tour du Poitou-Charentes (Niort > Rochefort)
2ª tappa Tour du Poitou-Charentes (Rochefort > Aigre)
3ª tappa, 2ª semitappa Tour du Poitou-Charentes (Leigné-les-Bois > Pleumartin, cronometro)
Classifica generale Tour du Poitou-Charentes
- 2021 (Cofidis, quattro vittorie)

1ª tappa Étoile de Bessèges (Bellegarde > Bellegarde)
Circuit de Wallonie
1ª tappa Tour du Limousin (Isle > Sainte-Feyre)
Grand Prix de Wallonie
- 2022 (Jumbo-Visma, cinque vittorie)

1ª tappa Parigi-Nizza (Mantes-la-Ville > Mantes-la-Ville)
19ª tappa Tour de France (Castelnau-Magnoac > Cahors)
4ª tappa Giro di Danimarca (Give > Vejle)
Classifica generale Giro di Danimarca
Binche-Chimay-Binche
- 2023 (Jumbo-Visma, cinque vittorie)

Gand-Wevelgem
Dwars door Vlaanderen
1ª tappa Giro del Delfinato (Chambon-sur-Lac > Chambon-sur-Lac)
3ª tappa Giro del Delfinato (Monistrol-sur-Loire > Le Coteau)
Campionati europei, Prova in linea
- 2024 (Team Visma-Lease a Bike, una vittoria)

Parigi-Tours

### Altri successi
- 2017 (Cofidis, Solutions Crédits)

Ronde d'Aix-en-Provence
- 2018 (Cofidis, Solutions Crédits)

Classifica a punti Tour La Provence
- 2019 (Cofidis, Solutions Crédits)

Classifica a punti Étoile de Bessèges
- 2021 (Cofidis, Solutions Crédits)

Classifica a punti Étoile de Bessèges
- 2022 (Jumbo-Visma)

Classifica a punti Giro di Danimarca
- 2023 (Jumbo-Visma)

Classifica a punti Giro del Delfinato

## Piazzamenti

### Grandi Giri
- Giro d'Italia

2024: non partito (8ª tappa)
- Tour de France

2015: 127º
2016: 157º
2017: 133º
2018: 124º
2019: ritirato (8ª tappa)
2020: 107º
2021: 91º
2022: 74º
2023: 80º
2024: 84º

### Classiche monumento
- Milano-Sanremo

2015: 129º
2016: 85º
2017: 30º
2018: 13º
2019: 61º
2020: 101º
2021: 22°
2022: 22º
2023: 13º
2024: ritirato
- Giro delle Fiandre

2017: ritirato
2018: ritirato
2019: ritirato
2020: 82º
2021: 11º
2022: 9º
2023: 14º
- Parigi-Roubaix

2014: 103º
2016: 20º
2017: 39º
2018: 68º
2019: 33º
2021: 6º
2022: ritirato
2023: 10º
2024: 25º

### Competizioni mondiali
- Campionati del mondo

Doha 2016 - In linea Elite: ritirato
Harrogate 2019 - In linea Elite: ritirato
Fiandre 2021 - In linea Elite: ritirato
Wollongong 2022 - In linea Elite: 2º
Glasgow 2023 - In linea Elite: ritirato
- Giochi olimpici

Parigi 2024 - In linea: 3º

### Competizioni europee
- Campionati europei

Frýdek-Místek 2013 - Cronometro Under-23: 27°
Glasgow 2018 - In linea Elite: ritirato
Drenthe 2023 - In linea Elite: vincitore
Limburgo 2024 - In linea Elite: 9º